# Mont Epperly
Le mont Epperly est un sommet de l'Antarctique situé à 3,5 kilomètres du mont Shinn et à sept kilomètres du mont Vinson. S'élevant à 4 602 mètres d'altitude, il fait partie du massif Sentinel, dans la Terre Marie Byrd. Erhard Loretan est le premier homme à l'avoir gravi, le 1er décembre 1994, après neuf heures d'effort.